# Gmina Rząśnia
Gmina Rząśnia là một gmina nông thôn (khu hành chính) ở quận Pajęczno, Łódź Voivodeship, ở miền trung Ba Lan.  Khu vực hành chính của nó là làng Rząśnia, nằm khoảng 9 kilômét (6 mi) về phía bắc Pajęczno và 70 km (43 mi)     về phía tây nam của thủ phủ khu vực Łódź.
Gmina có diện tích 86,37 kilômét vuông (33,3 dặm vuông Anh), và tính đến năm 2006, tổng dân số của nó là 4.802 người.

Ở đô thị Rząśnia, có một mỏ than nâu 

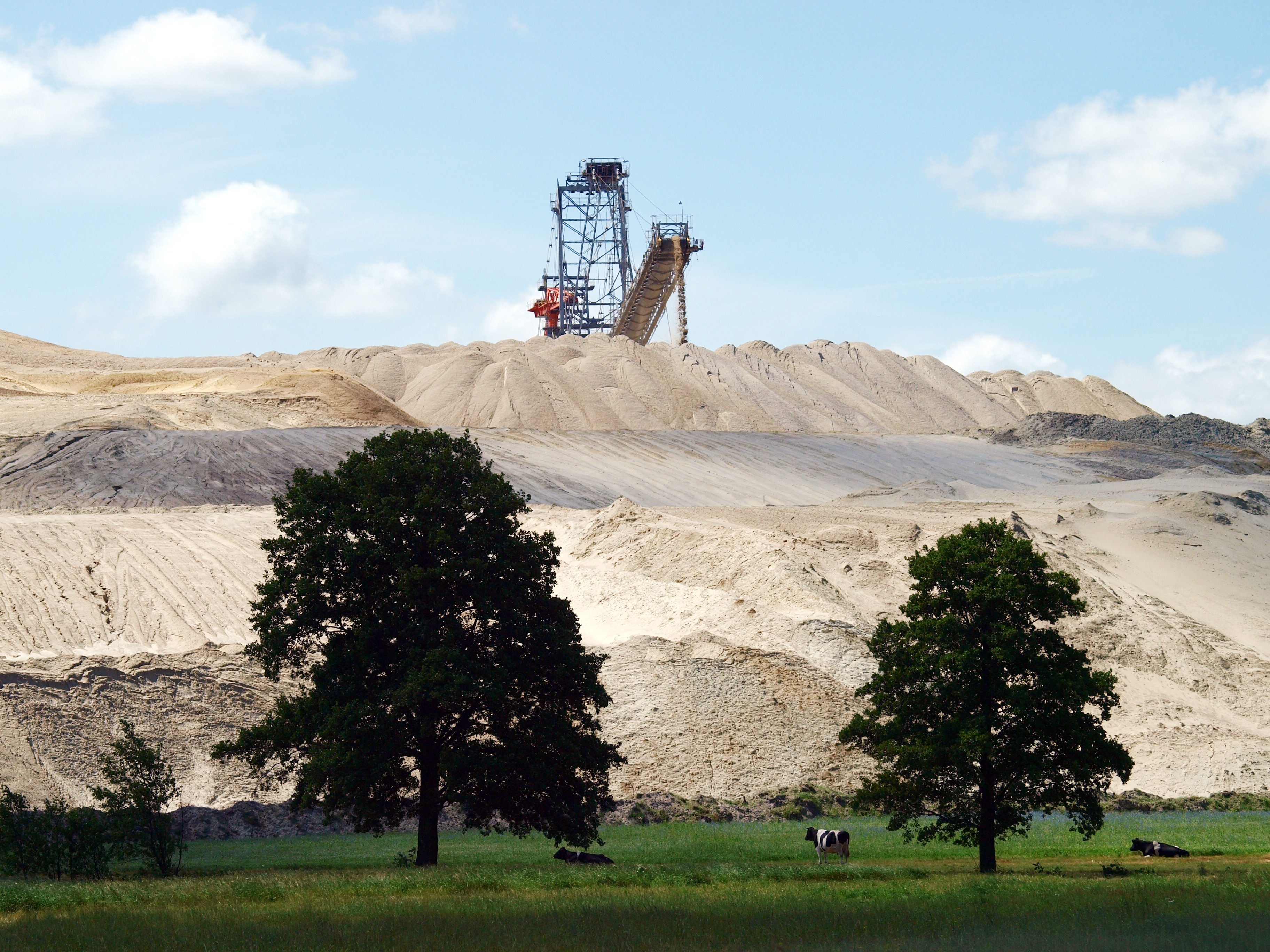
Mỏ than Bełchatów
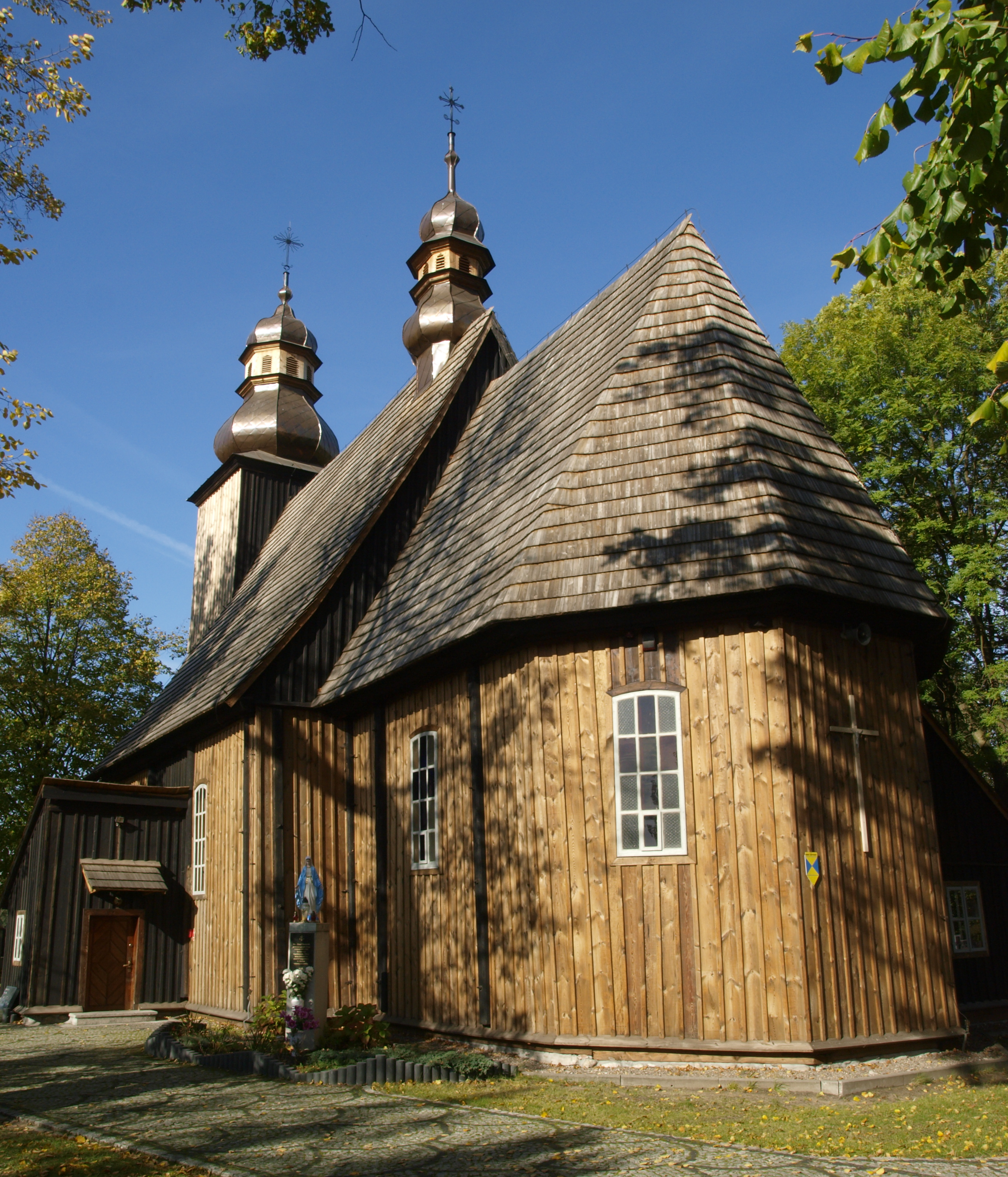
Nhà thờ Stróża
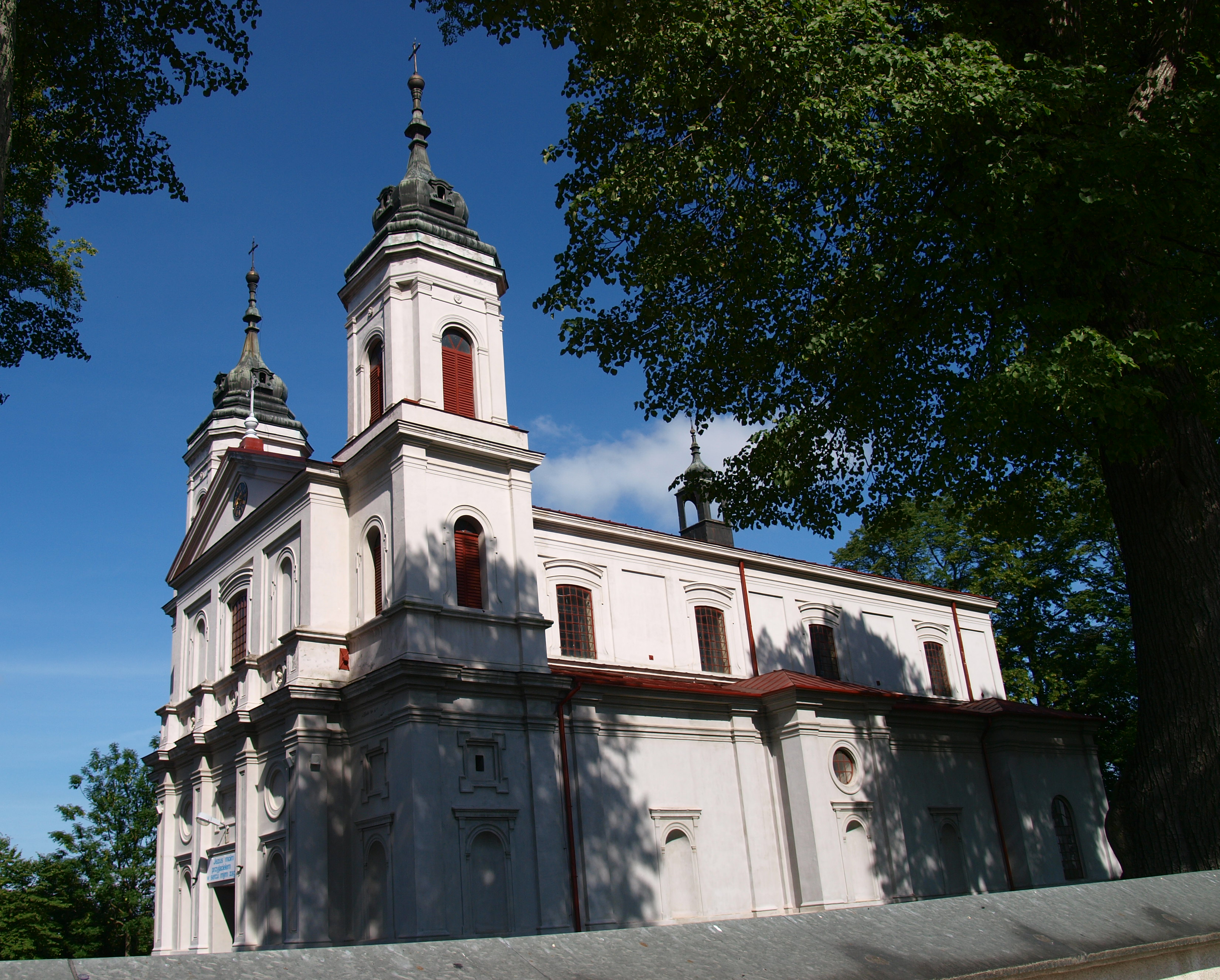
Nhà thờ Rząśnia
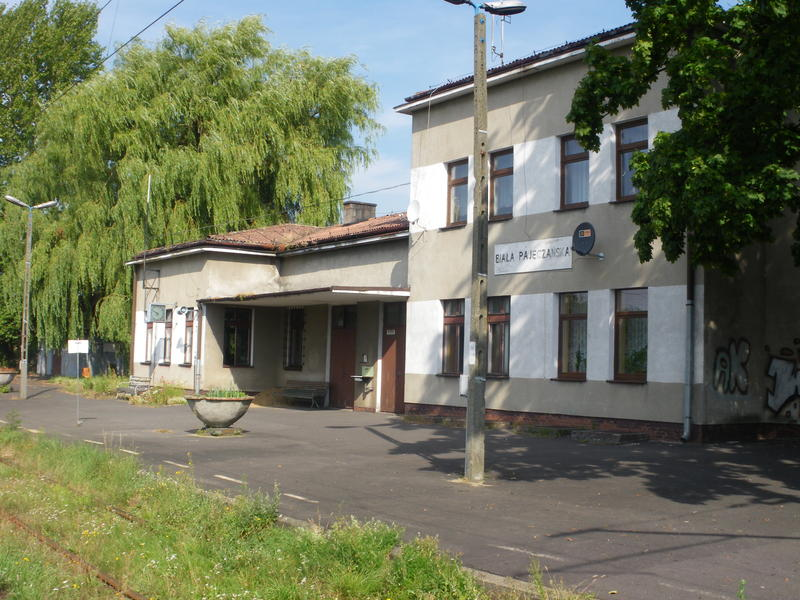
Ga xe lửa ở Biała
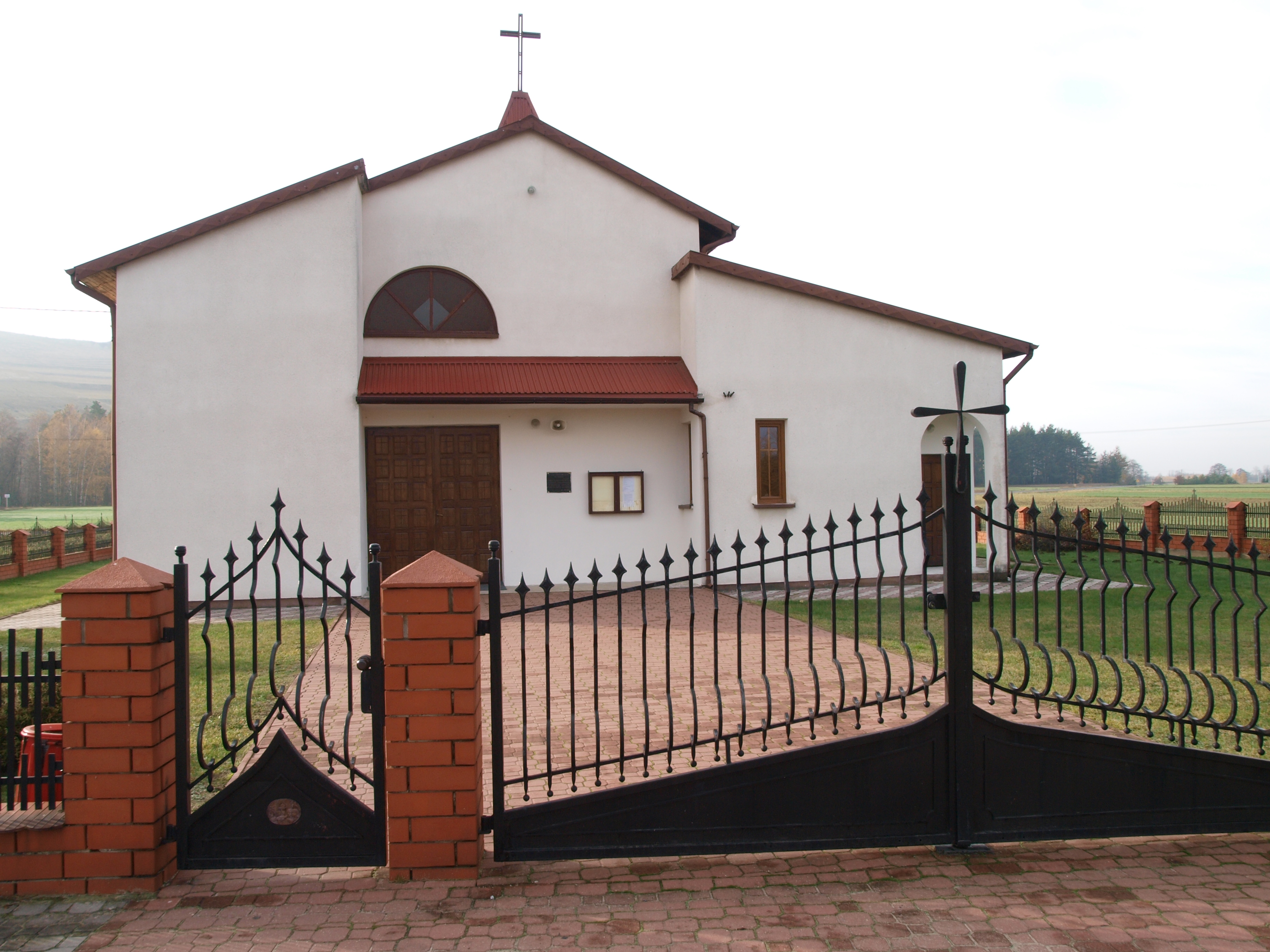
Nhà thờ ở Kodrań

## Làng
Gmina Rząśnia bao gồm các làng và các khu định cư chẳng hạn như Augustów, Będków, Biała, Broszęcin, Broszęcin-Kolonia, Gawłów, Kodrań, Krysiaki, Marcelin, Rekle, Rychłowiec, Rząśnia, Ścięgna, Stróża, Suchowola, Suchowola-Majątek, Zabrzezie, Zary và Zielęcin.

## Gmina lân cận
Gmina Rząśnia giáp với các gmina khác như Kiełczygłów, Pajęczno, Rusiec, Strzelce Wielkie, Sulmierzyce và Szczerców.